# Argyrothelaira froggattii
Argyrothelaira froggattii là một loài ruồi trong họ Tachinidae.